# Bombardiere strategico

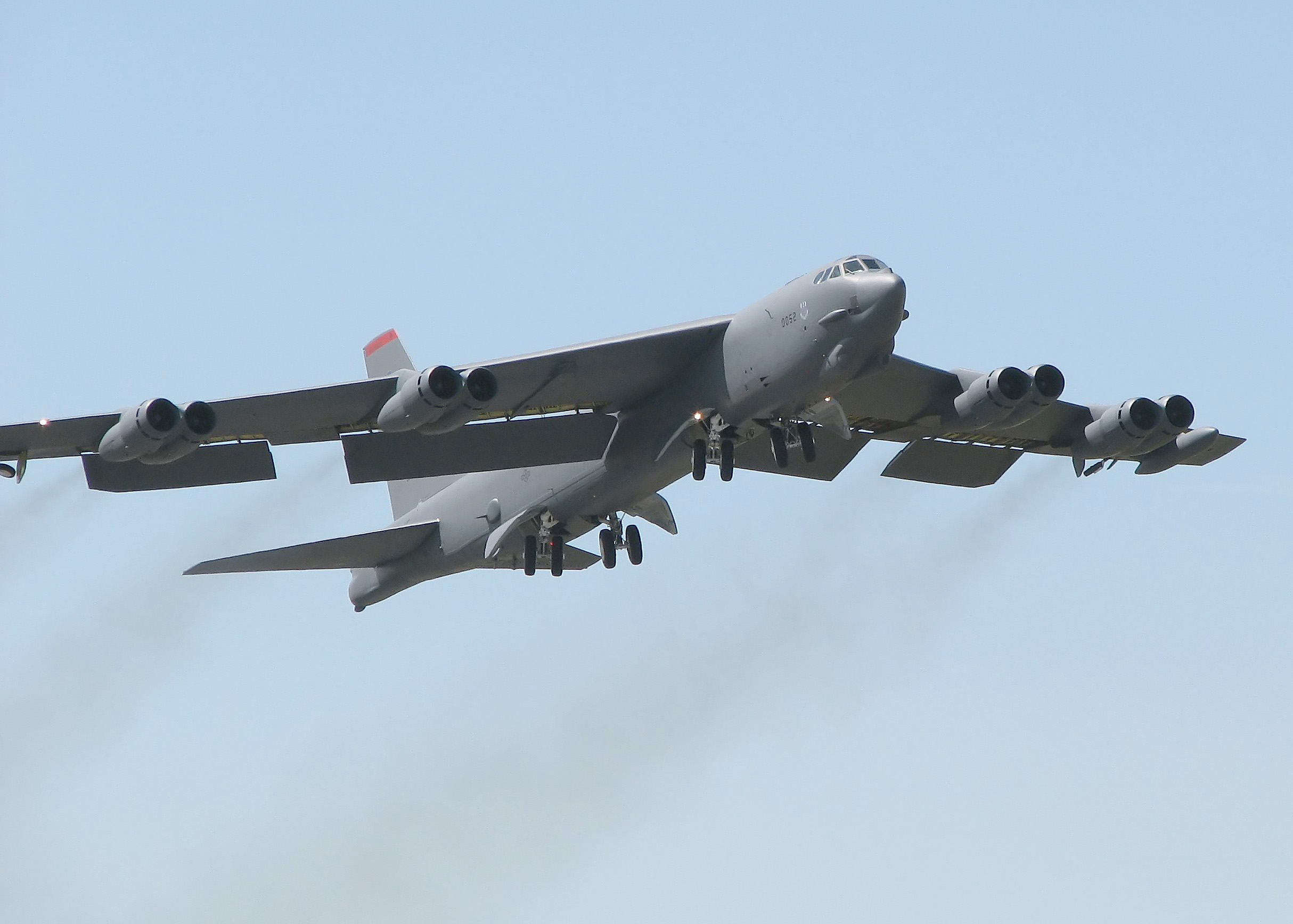
Un bombardiere strategico Boeing B-52 Stratofortress al decollo.

Un bombardiere strategico è un velivolo pesante progettato per trasportare grandi quantitativi di carichi bellici fino ad un obiettivo distante, con lo scopo di diminuire la capacità di un nemico di sostenere lo sforzo bellico. A differenza dei bombardieri tattici, che sono utilizzati per attaccare truppe ed equipaggiamenti in prossimità del fronte del campo di battaglia, i bombardieri strategici sono pensati per inoltrarsi in profondità nel territorio nemico per distruggere obiettivi strategici come città, fabbriche e installazioni militari principali. Oltre che per il bombardamento strategico, questo tipo di aereo può comunque essere impiegato per il bombardamento tattico. Attualmente solo 3 nazioni impiegano bombardieri strategici nucleari: Stati Uniti d'America, Russia e Cina.

## Prima e seconda guerra mondiale
I primi tentativi di effettuare un bombardamento strategico ebbero luogo nel corso della prima guerra mondiale. I
Tedeschi utilizzarono i dirigibili Zeppelin e bombardieri plurimotori a lungo raggio Gotha, entrambi in grado di raggiungere l'Inghilterra. I raid compiuti dagli aeromobili germanici nel 1915 costrinsero i britannici a creare un vasto sistema di difesa aerea che impiegava alcuni tra i primi cannoni antiaerei, spesso associati a proiettori da ricerca per illuminare i cieli notturni. Verso la fine del conflitto, l'aviazione statunitense comandata dal brigadier generale William Mitchell, stava mettendo a punto delle operazioni che prevedevano bombardamenti aerei "in massa" dietro le linee tedesche, quando l'armistizio del 1918 interruppe i lavori di pianificazione.
Studi sul bombardamento strategico continuarono nel periodo tra le due guerre mondiali.  Molti libri e pubblicazioni prevedevano uno scenario terrificante per le guerre successive, alimentate dalla visione politica del tempo, come quella dell'allora Primo ministro del Regno Unito Stanley Baldwin che espose alla Camera dei Comuni nei primi anni trenta il principio secondo cui "i bombardieri passeranno comunque", indipendentemente dalle misure di difesa prese. Era infatti opinione comune che inarrestabili bombardamenti strategici avrebbero portato a tali devastazioni da ridurre la durata delle guerre a pochi giorni o settimane. Le teorie, però, sopravvalutavano le effettive capacità delle aeronautiche militari dell'epoca. La Germania si focalizzò sui bombardieri tattici a corto raggio, la Royal Air Force britannica iniziò lo sviluppo di bombardieri a lungo raggio quadrimotori solo verso la fine degli anni trenta. Lo United States Army Air Corps fu fortemente limitato nelle sue attività da tagli ai fondi di spesa e a malapena riuscì a salvare il progetto del bombardiere Boeing B-17 Flying Fortress che presto si sarebbe dimostrato vitale. Il parimenti importante Consolidated B-24 Liberator volò per la prima volta solo nel 1939. Entrambi questi velivoli avrebbero poi giocato un ruolo decisivo nelle successive campagne di Bombardamenti strategici durante la seconda guerra mondiale degli Alleati ai danni della Germania tra il 1943 e il 1945.
All'inizio della seconda guerra mondiale, la maggior parte dei bombardamenti strategici veniva eseguita da bombardieri medi in genere bimotori, con un numero crescente di postazioni per mitraglieri impegnati nell'autodifesa. Nel corso del conflitto, vennero messe a punto velivoli sempre più grandi a tre e quattro motori per sostituire i bombardieri medi.
Entro la fine della guerra, divennero disponibili i bombardieri pesanti che, impiegati in grosse formazioni, eseguirono campagne di bombardamento di città e infrastrutture per fini strategici. Fu proprio uno di questi bombardieri che trasportò e sganciò la bomba atomica su Hiroshima, un Boeing B-29 "Superfortress", appositamente modificato per ospitare nel suo ventre l'immensa sagoma dei primordiali ordigni atomici.

## Guerra fredda e periodo successivo
Durante la guerra fredda, gli Stati Uniti e il Regno Unito da una parte e l'Unione Sovietica dall'altra, si dotarono di una flotta di bombardieri nucleari strategici pronti a lanciare un attacco con brevissimo preavviso, come parte della teoria della deterrenza inserita nella strategia detta MAD (Mutual Assured Destruction, distruzione mutua assicurata). La maggior parte dei bombardieri strategici delle due superpotenze erano progettati per l'impiego di armi nucleari e in alcuni fasi del confronto, bombardieri strategici B-52 Stratofortress vennero inviati a rotazione in volo con lo scopo di garantire per tutte le 24 ore del giorno, il mantenimento di una flotta di attacco in postazioni di partenza poste a poca distanza dal confine sovietico. Parimenti, una flotta di bombardieri armati di armi nucleari della britannica Royal Air Force (appartenenti alla famiglia dei cosiddetti V-Bombers) era pronta a partire contro obiettivi nella Russia europea, dove avrebbe raggiunto e distrutto città come Mosca o Kiev prima dell'arrivo dei bombardieri statunitensi.
La Repubblica Popolare Cinese mise in produzione una versione priva di licenza di costruzione del Tupolev Tu-16 dal nome Xian H-6, mentre l'allora Unione Sovietica produsse centinaia di copie non autorizzate del B-29 Superfortress statunitense, che in servizio con l'aviazione sovietica prese il nome di Tupolev Tu-4.
Negli anni sessanta, anche la Francia costruì 66 bombardieri strategici Dassault Mirage IV in grado di trasportare ordigni nucleari. La politica francese nella guerra fredda, portò infatti alla realizzazione di una forza nazionale indipendente con capacità di attacco nucleare dal nome di Force de frappe che utilizzava i bombardieri strategici Mirage IV e missili balistici a raggio intermedio (IRBM) sempre di costruzione francese. I due sistemi d'arma erano progettati per trasportare armamenti nucleari parimenti di produzione nazionale indipendente. I Mirage IV ricoprirono il ruolo di bombardieri strategici fino al 1996, per poi essere convertiti in ricognitori fino al 2005, data del ritiro dal servizio. Il ruolo che era del Dassault Mirage IV è in seguito svolto dai Mirage 2000, Super Etendard e Rafale armati con il missile ASMP; rinunciando quindi ai bombardieri strategici. La Force de frappe è una forza di attacco strategico basata sulle componenti marina e aerea: una flotta di quattro sottomarini nucleari lanciamissili balistici della classe Le Triomphant e tre squadroni di aerei da caccia (1 su Mirage 2000 e 2 su Rafale).

## Progetti attuali
I recenti bombardieri strategici come il Rockwell International (ora Boeing) B-1B Lancer, il Tupolev Tu-160 Blackjack, il Northrop Grumman B-2 Spirit e il Northrop Grumman B-21 Raider, sono progettati facendo ricorso agli accorgimenti tipici degli aerei stealth con lo scopo di evitare il rilevamento da parte dei radar della difesa aerea nemica. Bombardieri strategici non stealth, come ad esempio, il vetusto Boeing B-52 Stratofortress, o l'altrettanto anziano Tupolev Tu-95 turboelica, hanno ancora un ruolo di rilievo grazie alla loro capacità di lanciare missili di crociera o altre armi "spara e dimentica" come le bombe JSOW e JDAM. Per queste ragioni, è infatti probabile che la flotta di B-52 USAF, pur con continui aggiornamenti, finisca per restare operativa oltre la data di dismissione dal servizio della flotta di B-1B. Tuttavia, l'USAF ha recentemente lanciato un programma per un nuovo bombardiere strategico con il quale integrare l'attuale flotta; è probabile che il bombardiere servirà anche come sostituzione del B-52 e del B-1. Nel caso della Voenno-vozdušnye sily Rossijskoj Federacii (VVS), l'aeronautica militare della Federazione Russa, il nuovo bombardiere Tu-160 dovrebbe essere consegnato ai reparti operativi su base regolare, nel corso dei prossimi 10-20 anni. Inoltre, gli attuali Tu-95, Tu-142, e Tu-160 della flotta saranno periodicamente aggiornati, a similitudine di quanto si è visto fare nel 1990 con la flotta di Tu-22M.

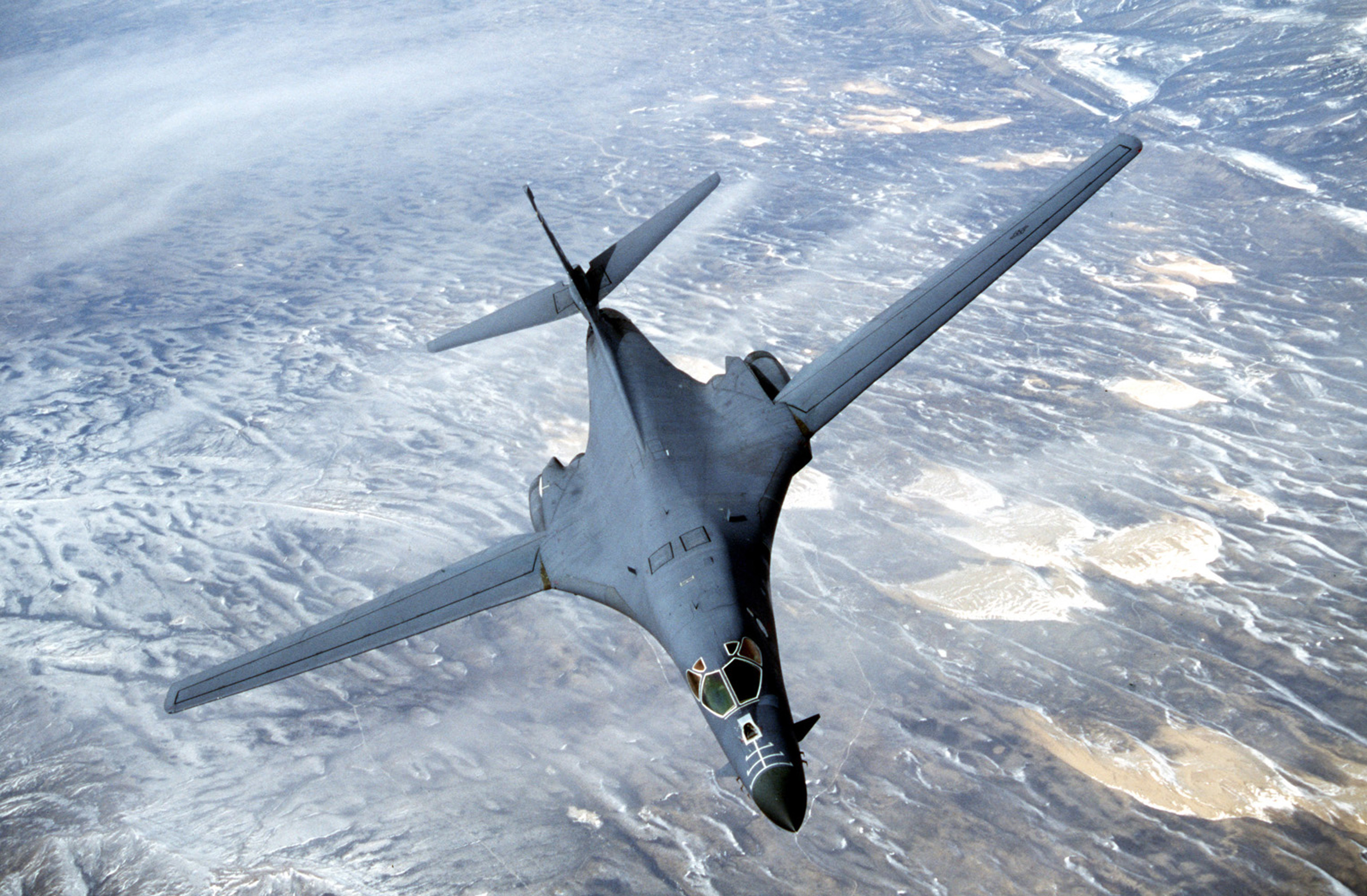
Il B-1 Lancer dell'USAF, bombardiere strategico supersonico.

Nel corso della guerra fredda, i bombardieri furono certamente armati con armi nucleari, ma una volta finita, i bombardieri strategici sono stati impiegati esclusivamente con armi convenzionali. Durante la guerra del golfo, l'invasione statunitense dell'Afghanistan e la Guerra in Iraq, B-52 e B-1 degli Stati Uniti sono stati impiegati per missioni strategiche e tattiche, così come durante la guerra sovietico-afghana tra il 1979 e il 1988 sono stati utilizzati i Tupolev Tu-95 per missioni di bombardamento in molte regioni del teatro delle operazioni.

## Principali bombardieri strategici
Di seguito un elenco di bombardieri con l'indicazione tra parentesi del carico bellico trasportabile.
Questo valore è funzione di molti fattori quali la distanza dal bersaglio e il tipo e grandezza di bombe utilizzate.
 Prima guerra mondiale 
| Nazione      | Modello                          |
| ------------ | -------------------------------- |
| Germania     | Gotha G.IV (500 kg)              |
| Germania     | Zeppelin-Staaken R.VI (2 000 kg) |
| Germania     | Zeppelin (2 300 kg)              |
| Impero russo | Sikorsky Ilya Muromets (500 kg)  |
| Italia       | Caproni Ca.31 (Ca.1)             |
| Italia       | Caproni Ca.32 (Ca.2)             |
| Italia       | Caproni Ca.33 (Ca.3) (450 kg)    |
| Italia       | Caproni Ca.40 (Ca.4) (1450 kg)   |
| Italia       | Caproni Ca.44 (Ca.5) (900 kg)    |
| Regno Unito  | Handley Page Type O (900 kg)     |
| Regno Unito  | Handley Page V/1500 (3 400 kg)   |

 Seconda guerra mondiale 
| Nazione          | Modello                         |
| ---------------- | ------------------------------- |
| Regno Unito      | Avro Lancaster (10 000 kg)      |
| Stati Uniti      | B-17 Flying Fortress (7 900 kg) |
| Stati Uniti      | B-24 Liberator (3 600 kg)       |
| Stati Uniti      | B-29 Superfortress (9 100 kg)   |
| Regno Unito      | Handley Page Halifax (5 900 kg) |
| Germania         | Heinkel He 177 (7 200 kg)       |
| Unione Sovietica | Petlyakov Pe-8 (5 000 kg)       |
| Italia           | Piaggio P.108 (3 000 kg)        |
| Regno Unito      | Short Stirling (8 200 kg)       |

 Guerra fredda 
Il carico bellico può essere costituito da bombe convenzionali o da missili a testata nucleare.

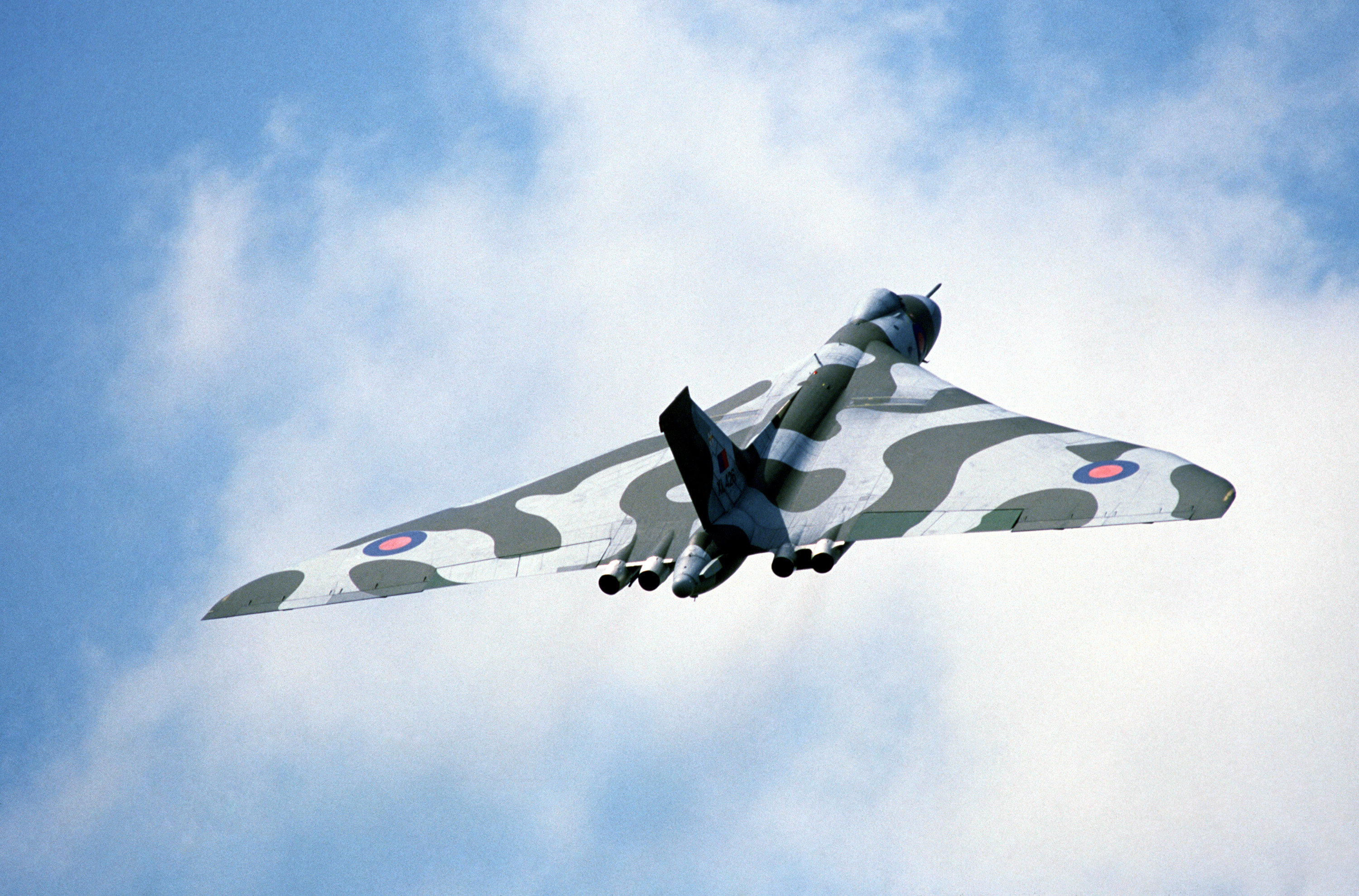
Avro Vulcan della Royal Air Force

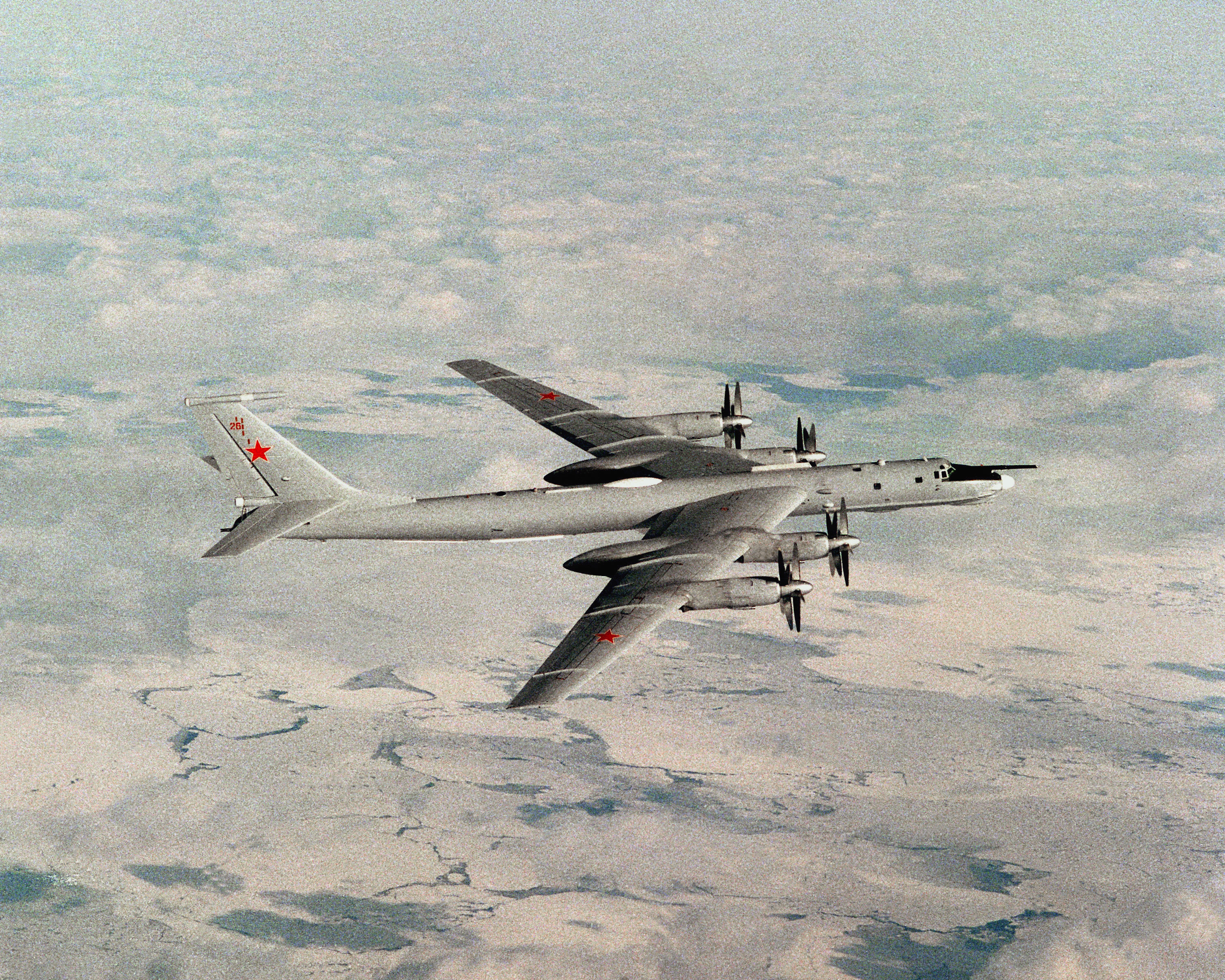
Tupolev Tu-95

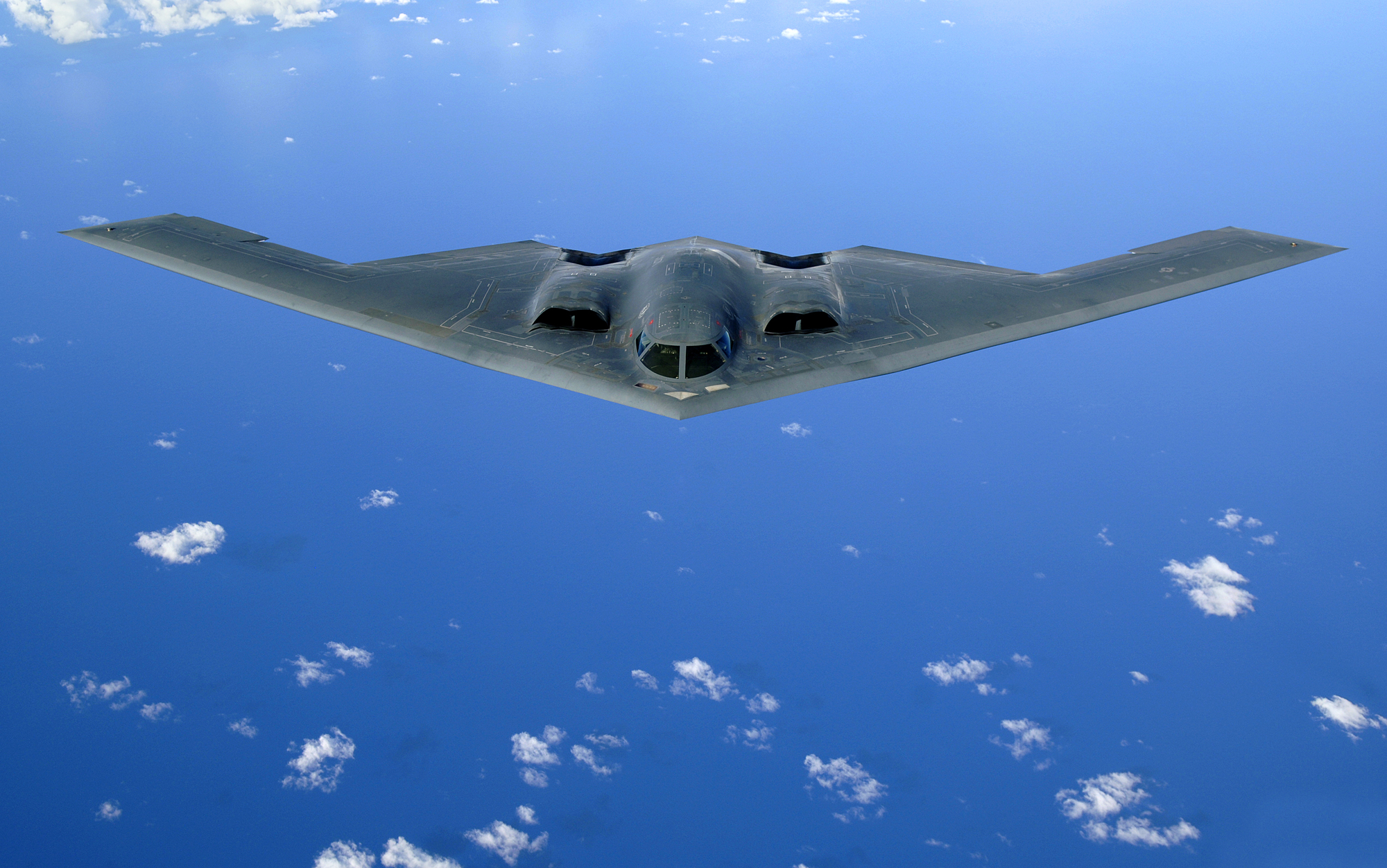
B-2 Spirit dell'USAF.

| Nazione          | Modello                                                                                  |
| ---------------- | ---------------------------------------------------------------------------------------- |
| Cina             | Xian H-6 (versione costruita su licenza del Tupolev Tu-16 sovietico)                     |
| Francia          | Dassault Mirage IV (7 250 kg)                                                            |
| Regno Unito      | Avro Lincoln (9 980 kg)                                                                  |
| Regno Unito      | Avro Vulcan (9 500 kg)                                                                   |
| Regno Unito      | Handley Page Victor (15 800 kg)                                                          |
| Regno Unito      | Vickers Valiant (9 500 kg)                                                               |
| Stati Uniti      | B-1 Lancer (34 000 kg)                                                                   |
| Stati Uniti      | B-36 Peacemaker (32 700 kg)                                                              |
| Stati Uniti      | B-45 Tornado (10 000 kg)                                                                 |
| Stati Uniti      | B-47 Stratojet (11 300 kg)                                                               |
| Stati Uniti      | B-50 Superfortress (12 700 kg)                                                           |
| Stati Uniti      | B-52 Stratofortress (27 200 kg)                                                          |
| Stati Uniti      | B-58 Hustler (8 800 kg)                                                                  |
| Stati Uniti      | FB-111A (versione con capacità nucleare del F-111 'Aardvark')                            |
| Unione Sovietica | M-4 (24 000 kg)                                                                          |
| Unione Sovietica | Tupolev Tu-4 (utilizzato anche da Cina versione ottenuta copiando il B-29 Superfortress) |
| Unione Sovietica | Tupolev Tu-16 (9 100 kg)                                                                 |
| Unione Sovietica | Tupolev Tu-22 (9 100 kg)                                                                 |
| Unione Sovietica | Tupolev Tu-22M (21 000 kg)                                                               |
| Unione Sovietica | Tupolev Tu-95 (25 000 kg)                                                                |
| Unione Sovietica | Tupolev Tu-160 (40 000 kg)                                                               |
| Unione Sovietica | DSB-LK                                                                                   |
| Unione Sovietica | M 67 LK                                                                                  |

 Post guerra fredda 
| Nazione     | Modello                                                              |
| ----------- | -------------------------------------------------------------------- |
| Cina        | Xian H-6 (versione costruita su licenza del Tupolev Tu-16 sovietico) |
| Cina        | Xian H-8 (versione evoluta e aggiornata del bombardiere Xian H-6)    |
| Stati Uniti | B-1 Lancer (34 000 kg)                                               |
| Stati Uniti | B-2 Spirit (22 700 kg)                                               |
| Stati Uniti | B-52 Stratofortress (27 200 kg)                                      |
| Russia      | Tupolev Tu-22M (21 000 kg)                                           |
| Russia      | Tupolev Tu-95 (25 000 kg)                                            |
| Russia      | Tupolev Tu-160 (40 000 kg)                                           |

 Futuro 
| Nazione     | Modello |
| ----------- | --- |
| Stati Uniti | Northrop Grumman B-21 Raider progetto della Northrop Grumman per un bombardiere strategico pesante stealth a lungo raggio per il 2025 |
| Stati Uniti | 2037 Bomber ipotesi di un bombardiere strategico pesante stealth supersonico per il 2037                                              |
| Russia      | PAK DA |
| Cina        | Xian H-20 |